# Compositie XXV
Compositie XXV is een schilderij van de De Stijl-voorman Theo van Doesburg, dat in 1945 verloren ging tijdens het bombardement op het Haagse Bezuidenhout.

## Titel
De titel is gebaseerd op een door Van Doesburg omstreeks 1926 opgestelde lijst, waarin het wordt vermeld als 'Compositie XXV ... 1923 (ditto met lijnen) MILIUS'. Het woord 'dito' heeft betrekking op de aanduiding 'in dissonanten' van het vorige werk in deze lijst (Compositie XXI). In Van Doesburgs portfolio bevindt zich een foto van het werk met op de achterkant het door hem geschreven opschrift 'Kompositie in dissonanten (open) XXIII Parijs 1923'.

## Variatie

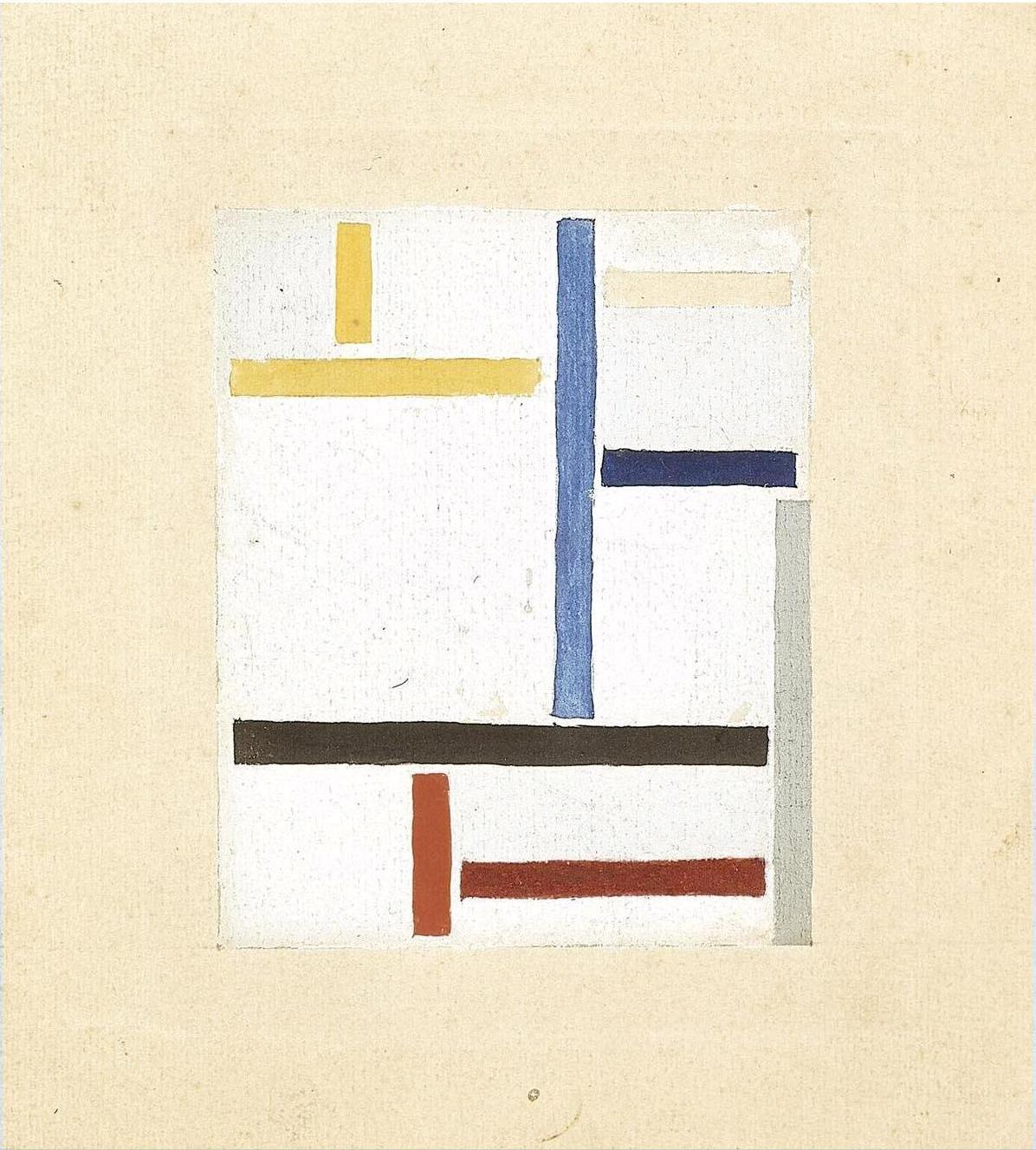
Studie voor compositie XXV. Voor juni 1923. Otterlo, Kröller-Müller Museum.

Van Doesburg schilderde Compositie XXV gelijktijdig met Compositie XXI. Net als dat schilderij ontstond Compositie XXV in juni 1923 en werkte hij het begin juli van dat jaar bij. Compositie XXI werd door Antony Kok gekocht, maar belandde uiteindelijk bij Bart de Ligt. Compositie XXV werd door Van Doesburgs tweede vrouw, Lena Milius gekocht. 'Ik heb het andere ook verkocht, voor een goeie prijs ƒ150.= Lena bezorgde me dit buitenkansje'. Tijdens het bombardement op het Bezuidenhout in 1945 brandde haar huis aan de Klimopstraat 18 (zie Papaverhof) echter gedeeltelijk uit, waardoor het verloren ging. De studie van het werk, die Van Doesburg zelf hield, is wel bewaard gebleven.

## Tentoonstellingen
Compositie XXV is op de volgende tentoonstellingen te zien geweest:
- De Branding. 10 jaar, 19 december 1925-1 januari 1926, Stedelijk Museum, Amsterdam (als Compositie XXV, 1923).
- De Branding. 10 jaar, 17-31 januari 1926, Oude Postkantoor, Rotterdam (als Compositie XXV, 1923).
- Theo van Doesburg, 2-31 mei 1936, Stedelijk Museum, Amsterdam (als Composition Paris, 1923).
- Konstruktivisten, 16 januari-14 februari 1937, Kunsthalle, Bazel.